# Август I Шварцбург-Зондерсгаузенский
Август I Шварцбург-Зондерсгаузенский (нем. August I. von Schwarzburg-Sondershausen; 27 апреля 1691, Зондерсхаузен — 27 октября 1750, Эбелебен) — принц Шварцбург-Зондерсгаузенский.

## Биография
Принц Август I — третий сын князя Кристиана Вильгельма Шварцбург-Зондерсгаузенского и его супруги княгини Вильгельмины Кристины (1658—1712), дочери герцога Иоганна Эрнста II Саксен-Веймарского.
Согласно династическому договору 1713 года третий сын в княжеской семье не претендовал на власть в Шварцбург-Зондерсгаузене, но получил апанаж и резиденцию в Эбелебенском дворце. Братья Августа Гюнтер и Генрих не оставили наследников, и принц Август являлся первым в очереди наследия, но умер до смерти брата Генриха в 1758 году. Князем Шварцбург-Зондерсгаузена стал старший сын принца Августа Кристиан Гюнтер.
19 июля 1721 года принц Август сочетался браком с принцессой Шарлоттой Софией (1696—1762), дочерью князя Карла Фридриха Ангальт-Бернбургского. У супругов родились:
- Фридерика Августа (1723—1725)
- Шарлотта (1732—1774), замужем за графом Генрихом I Рейхенбах-Гошюцским (1731—1790)
- Кристиан Вильгельм (1734—1737)
- Кристиан Гюнтер (1736—1794), князь Шварцбург-Зондерсгаузена
- Иоганн Гюнтер V (1737—1738)
- Август II (1738—1806), принц Шварцбург-Зондерсгаузенский, женат на Кристине Елизавете Альбертине Ангальт-Бернбургской (1746—1823)